# Crazy Penguin Catapult
Crazy Penguin Catapult este un joc de  acțiune-aventură joc mobil dezvoltat de Sumea și publicat de Digital Chocolate pentru Java ME telefoanelor mobile în 2007, și mai târziu portat pe Microsoft Windows si iOS. Jocul se învârte în jurul unor pinguini curajoși care își apără teritoriile de urșii polari invadatori folosind o catapultă. Este o reminiscență a Yetisports și se crede că a inspirat celebrul joc mobil Angry Birds, pe care o precede cu doi ani.
O continuare directă intitulată Crazy Penguin Catapult 2 a fost lansată pe 20 iunie 2009, tot pe J2ME și iOS. Au urmat patru spinoff-uri mai mici, inclusiv un joc pentru Facebook, Crazy Penguin Wars.

## Gameplay

### Crazy Penguin Catapult/Crazy Penguin Catapult 2
Fiecare nivel are două etape: în prima, jucătorul încearcă să folosească o catapultă pentru a arunca pinguinii printr-o gaură în perete. Cei care reușesc să treacă sunt apoi aduși în etapa a doua, în care jucătorul trebuie să arunce pinguinii într-o zonă plină de urși polari, scopul fiind acela de a-i doborî pe fiecare dintre ei cu ajutorul pinguinilor scufundători. Urșii polari se găsesc de obicei ascunși în spatele unor structuri de blocuri de gheață, pe care pinguinii ar putea fi nevoiți să le spargă cu ajutorul corpurilor lor săltărețe. Fiecare pinguin are un număr limitat de sărituri.
Scena introductivă, la fel ca cea din Angry Birds, prezintă urși polari care au răpit și au băgat în cușcă mai mulți pinguini. Având în vedere performanța jucătorului, numărul urșilor învinși atinge până la 3 stele în fiecare misiune, care pot debloca în cele din urmă upgrade-uri permanente, cum ar fi inelele de foc care pun pinguinii în flăcări pentru a se topi prin gheață, upgrade-ul pinguinilor de cauciuc care oferă două sărituri în plus, sau gemeni, tripleți și cvadrupleți, care se adaugă la numărul total de pinguini catapultabili. La sfârșitul fiecăreia dintre cele trei secțiuni ale lumii se află o luptă cu un șef împotriva unui urs cu mai multe puncte de sănătate decât unul obișnuit.

### Crazy Penguin Party
O colecție de mini-jocuri de petrecere lansată în 2009. Se compune din șase mini-jocuri, jucate împotriva unui computer sau a până la patru jucători, având în vedere finalizarea rapidă:
- Free Fall - o cursă de sărituri cu parașuta prin inele de stimulare într-o piscină.
- Rocket Science - o cursă cu un jetpack prin goluri de apă periculoase în timp ce trebuie să ia pauze pentru a-l reîncărca.
- Cliff Hanger - un joc de platformă asemănător cu Doodle Jump, în care pinguinul sare de pe urșii polari adormiți și se aruncă.
- Diving - o cursă de scufundări subacvatice în timp ce scapă de o caracatiță uriașă.
- Crazy Spin - o cursă de patinaj pe gheață cu un pinguin care se învârte, cu intrări cronometrate.
- Blowfish Rodeo - o cursă de călărit peștișori cu baloane, în care suflarea cronometrată a peștelui accelerează duo-ul.

Modul turneu se joacă pe o tablă de revendicare a plăcilor, unde fiecare jucător trebuie să joace un mini-joc aleatoriu pentru a revendica o piesă. Colectarea a 75 de stele de-a lungul traseului îi aduce jucătorului un tur bonus. Jucătorii își pot bate reciproc recordurile pentru a suprascrie o piesă ca fiind a lor, iar primul care revendică patru piese de culori diferite câștigă jocul.

### Crazy Penguin Assault
În acest joc din 2011, pinguinii se infiltrează în teritoriile arctice amenințate de urșii polari și panda. Modul de campanie seamănă cu Angry Birds, unde un stol de pinguini cu caracteristici diferite ajung să elimine toți urșii din fiecare nivel, lansați de pe un molid cu ajutorul unei frânghii. Există, de asemenea, un mod "frenetic" în care jucătorul în schimb plantează strategic dinamită în structuri pentru a le face să se prăbușească în urși.

### Crazy Penguin Freezeway
Un joc din 2011 în stilul Frogger, în care pinguinul trebuie să traverseze un râu și să intre într-un iglu, evitând în același timp un urs polar care aruncă bulgări de zăpadă și uneori îi blochează drumul. Pinguinul poate lua pești de pe niște platforme plutitoare, îi poate arunca spre urs și se poate strecura în iglu în timp ce ursul este ocupat să mănânce.

### Crazy Penguin Wars
Ultima intrare în serie, introdusă pe Facebook și iOS în 2012, a fost un MMO puternic inspirat de seria Worms. Pinguinii ar putea folosi o varietate de arme pentru a provoca daune directe, a prăbuși structuri, a scufunda alți jucători în apă, de pe stânci și a provoca daune prin cădere. Armele noi necesitau ca rețetele lor să fie cercetate cu diverse ingrediente combinabile pentru a putea fi confecționate.

## Recepție
Crazy Penguin Catapult a fost primit cu recenzii în general pozitive. O recenzie IGN complimentează muzica și efectele ca fiind "foarte bine realizate", dar și că "muzica se derulează destul de mult în buclă și poate părea prea repetitivă pentru unii jucători." Pocket Gamer consideră că partea de catapultare este "un pic cam slabă", dar adăugarea modului de strategie a făcut ca jocul să fie "un pachet atractiv și plăcut de jucat". TheAPPera îl numește "un joc ciudat și captivant care implică aruncarea pinguinilor de pe catapulte și țintirea urșilor polari furioși. Completați cu coloana sonoră și efectele drăguțe și veți obține un joc nebunește de distractiv!". Airgamer a verdictat că "Toate animațiile sunt concepute cu dragoste și arată foarte amuzant."
Crazy Penguin Catapult 2 a avut un succes similar, dar a fost criticat pentru lipsa de inovație. Gamezebo a evaluat versiunea pentru iOS a jocului Crazy Penguin Wars cu 4 stele din 5.